# The Iron Curtain
The Iron Curtain és una pel·lícula de suspens estatunidenca de 1948 protagonitzada per Dana Andrews i Gene Tierney, dirigida per William A. Wellman. Va ser la primera pel·lícula sobre la Guerra Freda. La pel·lícula es va basar en les memòries d'Igor Gouzenko. La fotografia principal es va fer a Ottawa, Ontario, Canadà per Charles G. Clarke. La pel·lícula es va tornar a estrenar més tard com Behind the Iron Curtain .
A Shostakovich v. Twentieth Century-Fox, el compositor rus Dmitry Xostakóvitx va demandar sense èxit a Twentieth Century-Fox Film Corporation, la distribuïdora de la pel·lícula, a la cort de Nova York, per utilitzar obres musicals seves que no podien ser excloses del domini públic. No obstant això, els demandants van resultar victoriosos en l'anàleg francès: Société Le Chant du Monde v. Société Fox Europe i Société Fox Americaine Twentieth Century.

## Argument
Igor Gouzenko (Dana Andrews), un expert en desxifrar codis, arriba a l'ambaixada soviètica a Ottawa el 1943, juntament amb un coronel militar soviètic, Trigorin (Frederic Tozere), i un major, Kulin (Eduard Franz), per establir un base d'operacions.
Advertit de la naturalesa sensible i secreta del seu treball, l'Igor és posat a prova pels seus superiors, que fan que la seductora Nina Karanova (June Havoc) el posi a prova. Igor es mostra lleial no només a la causa sinó a la seva dona, Anna (Gene Tierney), que arriba a Ottawa poc després amb la notícia que està embarassada.
Trigorin i el seu cap de seguretat, Ranov (Stefan Schnabel), es reuneixen amb John Grubb (Berry Kroeger), el fundador de la branca del Partit Comunista del Canadà. Un dels seus objectius principals és l'urani utilitzat per a l'energia atòmica pel Dr. Harold Norman (Nicholas Joy), a qui intenten reclutar.
En els anys que passen, la bomba atòmica posa fi a la guerra. L'Anna, que ha tingut un fill, ara té seriosos dubtes sobre el futur de la família. L'Igor comença a compartir aquests dubtes, sobretot després que un dels seus col·legues, Kulin, tingui un crisi nerviosa i sigui arrestat. Un cop li diuen a Igor que serà reassignat a Moscou, decideix actuar. Pren documents secrets de l'Ambaixada i li diu a l'Anna que els amagui, per si li passa alguna cosa. Trigorin i Ranov amenacen la seva vida i les vides de les seves famílies i d'Anna a la Unió Soviètica, però Igor es nega a retornar els papers.
Grubb i diversos altres són cridats a la Unió Soviètica per respondre dels seus fracassos. A causa dels documents que va prendre Igor, el govern del Canadà aconsegueix desmantellar la càbala comunista al país i posa els Gouzenko en custòdia protectora i els concedeix la residència. La pel·lícula acaba amb la família vivent amagada protegida per la Royal Canadian Mounted Police. "No obstant això, no han perdut la fe en el futur. Saben que la seguretat definitiva per a ells i els seus fills rau en la supervivència de l'estil democràtic de vida".

## Repartiment
- Dana Andrews com Igor Gouzenko
- Gene Tierney com Anna Gouzenko
- June Havoc com a Nina Karanova
- Berry Kroeger com a John Grubb, també conegut com a "Paul"
- Edna Best com la senyora Albert Foster, veïna
- Stefan Schnabel com a coronel Ilya Ranov, agregat de l'ambaixada
- Eduard Franz com el major Semyon Kulin
- Nicholas Joy com el Dr. Harold Preston Norman, també conegut com "Alec"
- Frederic Tozere com el coronel Aleksandr Trigorin

Twentieth Century-Fox va comprar els drets dels articles de Gouzenko sobre les seves experiències, ja que Hollywood va començar a produir pel·lícules sobre la infiltració comunista a finals dels anys quaranta. L'estudi també va comprar els drets de dos llibres històrics sobre l'espionatge soviètic, Behind the Iron Curtain de George Moorad i The Soviet Spies: The Story of Russian Spionage in North America de Richard Hirsch, però no es va utilitzar cap material dels dos llibres a la pel·lícula. La pel·lícula va ser produïda per Daryl F. Zanuck en resposta a les afirmacions del diputat J. Parnell Thomas, president de la House Un-American Activities Committee, que Hollywood no feia pel·lícules anticomunistes.
Els simpatitzants soviètics van intentar sense èxit interrompre el rodatge a Ottawa, on Fox va rodar exteriors durant un fred hivern canadenc.

## Recepció
En una nota que assenyala l'estrena de la pel·lícula, The New York Times va observar:«The Iron Curtain... ha estat atacada des del gener per diversos grups, inclòs el Consell Nacional d'Amistat Americano-Soviètica».
Bosley Crowther de The New York Times obre la seva crítica del 13 de maig de 1948 amb «Hollywood va disparar ahir el seu primer tret en la "guerra freda" contra Rússia, just quan brillava una dèbil esperança que potser es podria aconseguir la moderació. Va tenir la forma de The Iron Curtain», Crowther elogia l'actuació «brillant» de Gene Tierney, però té poc a dir, i molt a criticar, quan es tracta de la resta de la pel·lícula. Comparant-ho amb Confessions of a Nazi Spy de 1939 (les dues pel·lícules comparteixen guionista), observa: «Sembla excessivament sensacional i perillós per a la malaltia dels nostres temps dramatitzar els esbirros de Rússia com tant sinistres dimonis». Tot i que se suposa que es basa en un relat real, «Aquesta història i pel·lícula tenen una clara separació de l'autenticitat... Això passaria per un suau melodrama d'espionatge si no fos per la violència de la seva explosió... No hi ha dubte al respecte. És una pel·lícula altament inflamatòria».
El 16 de maig de 1948, a The Iron Curtain: New Roxy Film Plans a Question: Is It Be Raised or Lower? Crowther explora la poderosa influència del cinema en el públic i els perills de demonitzar els russos o qualsevol poble.
Darryl F. Zanuck va escriure en resposta a la peça del 16 de maig. La seva carta es va publicar el 30 de maig de 1948.
La pel·lícula es va estrenar a 20 ciutats clau dels Estats Units i va recaptar més de 500.000 dòlars en la seva primera setmana per ser la pel·lícula número u als Estats Units on va romandre durant una segona setmana.